# Gombitelli
Gombitelli è una frazione del comune di Camaiore, in provincia di Lucca.
La lingua parlata anticamente a Gombitelli si racconta sia dovuta a un esercito di ostrogoti o longobardo trasferitisi per dar battaglia a Lucca. Gli ostrogoti si muovevano con la famiglia al completo,  le masserizie, i bestiami e tutti i loro beni, compresi gli schiavi e i prigionieri.  Al seguito dell esercito c erano anche alcuni uomini catturati al nord, nella zona di Bergamo.  Erano esperti nella lavorazione del ferro. I prigionieri furono confinati nel castello di Gombitelli per fabbricare spade e armature per i soldati che si accingevano a conquistare Lucca. Nello scontro gli ostrogoti ebbero la peggio e furono massacrati. I PRIGIONIERI, LASSU al paese, si ritrovarono liberi e si stabilirono, insieme anche alle donne dei soldati uccisi , definitivamente a Gombitelli dove continuarono a forgiare il ferro. 

## Geografia fisica
Il borgo di Gombitelli si trova su un crinale del Monte Calvario, sulle colline che dividono la Valle della Freddana e la Valle della Pedogna.

## Storia
Il borgo di Gombitelli è citato per la prima volta sotto il nome di Cumitellio o Chiomitelio (termine per indicare il conte), ma altri studiosi fanno derivare il nome da Gombete (gomito in dialetto locale) o dal termine medievale Gumbus, a sua volta derivante dal latino cubitus (gomito).
Il paese di Gombitelli fu citato per la prima volta (Cumitellio o Chiomitelio) nell'elenco dei beni appartenuti al Vescovado di San Martino, e successivamente fu citato nel 984 nei beni che il vescovo Teudigrimo allivellò a Gherardo.
Il paese di Gombitelli sorse intorno al castello, a circa 400 m di altitudine, che venne ricordato in un documento di pergamena del 1029.
Nel Medioevo il castello fu attaccato ed espugnato più volte dall'esercito dei Lucchesi e nel XIII fu distrutto; questo evento e un'epidemia causarono lo spopolamento del paese e la formazione di un'unica comunità con il paese di Torcigliano. Nel 1308 Gombitelli fu uno degli otto Comuni facenti parte della "Vicaria di Camaiore".
Nel XVI secolo alcuni fabbri tedeschi, al seguito dell'imperatore Carlo V, decisero di fermarsi nel paese sulle colline di Camaiore: questi allora avviarono la fabbricazione di chiodi, chiamati "gavorchi" (che nel dialetto lucchese significa qualcosa di brutto, sgraziato), poiché venivano usati per la carpenteria e non erano ben rifiniti. Secondo altre fonti, l'origine di questo dialetto è da ricercare nell'arrivo di popolazioni dal Nord Italia nel XV secolo per lavorare il ferro. Un'altra fonte rammenta che il dialetto è stato portato nel 1442 da gruppi di persone provenienti da Villa Minozzo., mentre un'altra ancora riferisce che gli abitanti (anche in questa fonte gli abitanti si dedicavano per lo più alla lavorazione dei metalli) dal Nord Italia provenivano dalla zona di Bergamo.
Oggi di questa lavorazione si trovano i resti nei muri delle case, perché gli scarti della lavorazione del ferro venivano usati come riempimento della calce e della malta.
Tra il XV e il XVI secolo il paese si ripopolò.

## Monumenti e luoghi d'interesse
Monumento simbolo della storia di Gombitelli è sicuramente il castello. Di questa fortificazione, che appartenne ai Nobili di Montemagno, oggi rimangono i ruderi di abitazioni e di due torri, una a pianta quadrangolare e l'altra a pianta irregolare.
Altro monumento di Gombitelli è la chiesa di San Michele, costruita nel XII secolo e ricordata nel 1260 come Ecclesia S.Michaelis de Gomitelli. La costruzione della chiesa attuale fu iniziata nel 1614 e la chiesa fu ampliata nel 1856. Oggi solo in alcuni tratti il campanile conserva la struttura originaria medievale.

## Società

### Lingue e dialetti
Il paese di Gombitelli è conosciuto per essere un'isola linguistica: infatti il dialetto di Gombitelli è identificabile con i dialetti dell'Italia settentrionale, da dove provenivano le prime famiglie del paese.